# James Carr (Politiker)
James Carr (* 9. September 1777 in Bangor, Massachusetts; † 24. August 1818 im Ohio River bei Louisville, Kentucky) war ein US-amerikanischer Politiker. Zwischen 1815 und 1817 vertrat er den Bundesstaat Massachusetts im US-Repräsentantenhaus.

## Werdegang
Der im heutigen Maine geborene James Carr war der Sohn des Kongressabgeordneten Francis Carr (1751–1821). Er besuchte die öffentlichen Schulen seiner Heimat und diente später für einige Zeit auf dem Schiff USS Crescent. Zwei Jahre lang fungierte er in Algier als Sekretär des dortigen amerikanischen Konsuls. Nach seiner Rückkehr arbeitete Carr im Maine-Bezirk des Staates Massachusetts im Handel. Er wurde Mitglied der Föderalistischen Partei. Zwischen 1806 und 1811 saß er als Abgeordneter im Repräsentantenhaus von Massachusetts. Bei den Kongresswahlen des Jahres 1814 wurde er im 17. Wahlbezirk von Massachusetts in das US-Repräsentantenhaus in Washington, D.C. gewählt, wo er am 4. März 1815 die Nachfolge von Abiel Wood antrat. Bis zum 3. März 1817 konnte er eine Legislaturperiode im Kongress absolvieren.
James Carr starb am 24. August 1818 unter dramatischen Umständen. Er war an Bord eines Dampfschiffes auf dem Ohio. Unterhalb von Louisville fiel seine neunjährige Tochter über Bord in den Fluss. Carr sprang ihr hinterher, um sie zu retten. Dieser Versuch scheiterte. Sowohl James Carr als auch seine Tochter kamen ums Leben; ihre Leichen wurden nie gefunden.